# آیاکا میوشی
آیاکا میوشی (به ژاپنی: 三吉彩花 Miyoshi Ayaka) (زادهٔ ۱۸ ژوئن ۱۹۹۶) یک خواننده، مدل، هنرپیشه، و آیدل سابق اهل ژاپن است. توانایی‌های او زمانی کشف شد که کلاس سوم را پشت سر می‌گذاشت. در سال ۲۰۰۸، آزمون مجلهٔ مد نیکو پتیت را سپری کرد و تا سال ۲۰۱۰ تبدیل به مدل آن‌ها شد. او همچنین به عنوان هنرپیشه در فیلم‌هایی نظیر اعترافات (۲۰۱۰)، اینویاشیکی (۲۰۱۸)، با من برقص (۲۰۱۹)، و مجموعه تلویزیونی آلیس در سرزمین مرزی (۲۰۲۰) ظاهر شده است.